# Edward Wilmot Blyden
Edward Wilmot Blyden, né le 3 août 1832 à Saint-Thomas, colonie danoise des Caraïbes, mort le 
7 février 1912, était un universitaire et diplomate américano-libérien.

## Biographie
Edward Wilmot Blyden naît le 3 août 1832 à Saint-Thomas, île des Caraïbes placée sous l'autorité du Danemark. Troisième fils d'une famille d'esclaves affranchis exerçant les métiers de tailleurs et couturiers, il reçoit une éducation anglophone. Dans les années 1840, Blyden suit les cours de catéchisme du révérend John P. Knox, qui le remarque et l'encourage à poursuivre ses études aux États-Unis. En mai 1850, le révérend invite Blyden, alors âgé de dix-sept ans, à accompagner sa famille dans le New-Jersey. Malgré une recommandation de Knox, le Rutger's Theological College refuse la candidature de Blyden. À New-York, Edward Blyden fréquente un cercle de presbytériens proches de l'American Colonization Society qui le convainquent de poursuivre ses études au Liberia afin de « civiliser l'Afrique ».
Entre 1852 à 1856, Blyden suit les cours de théologie, de latin, de grec, de mathématiques, de géographie et d'orthographe de l'Église presbytérienne de Monrovia. Dans les années 1860, fort de ses excellents résultats, Blyden est nommé commissaire du gouvernement du Liberia pour les États-Unis. La loi votée au Liberia afin d'instituer cette fonction de commissaire évoque l'objectif d'un « retour » des « descendants d'Afrique » dans leur « terre natale ». À maintes reprises, entre 1861 et 1895, Blyden se rend aux États-Unis afin d'attirer des investissements pour la jeune république africaine. Il élabore pour cela une campagne de propagande en rédigeant notamment une lettre ouverte (traduction française : « Aux Personnes Libres de Descendance Africaine à travers les États-Unis ») et un ouvrage présentant une vision idyllique du Liberia (« Liberia's Offering »). En 1887 paraît son ouvrage capital, Christianity, Islam and the Negro Race.

## Idées

### Sur le panafricanisme
Par l'affirmation  de la dignité des Noirs et de la nécessité de préserver l'autonomie des institutions africaines contre la colonisation, Blyden est une figure fondatrice du panafricanisme avant la lettre malgré le caractère controversé de son héritage
Dans deux de ses articles, « A Voice from Bleeding Africa » et « A Vindication of the Negro Race », Blyden rend hommage à plusieurs personnalités noires célèbres, telles que Toussaint Louverture et Paul Cuffe. Il veut ainsi revaloriser l'histoire des Noirs et montrer à tous leur importance dans le monde. Blyden rappelle également le rôle de l'Afrique comme le « berceau de la civilisation », le « conservatoire du monde ». Lors de son séjour en Égypte (1866), Blyden s'émerveille de son passé millénaire. Dans un discours aux États-Unis prononcé en 1882, Blyden évoque ses lectures d'Hérodote, qui écrit que les égyptiens ont « la peau noire et les cheveux laineux » et sont « les plus grands hommes » civilisateurs du monde.
En 1872, Blyden lance un journal intitulé The Negro, nommé ainsi dans un souci d'unification de tous les Africains, immigrés affranchis et indigènes, et visant « à reconnaître et à accroître la fraternité de la race, partout où elle se trouve ». Blyden cherche également à construire un modèle Nègre, en opposition au modèle occidental : « le Nègre est inconsciemment persuadé que pour être un grand homme, il doit être comme l'homme blanc ». Il invite ceux qu'il considère comme ses semblables à « ne pas s'effacer » devant le Blanc et espère pour eux qu'ils finiront par « développer leurs capacités d'Africains ».

### Sur le racisme dit "scientifique"
Concernant le développement du racisme dans l'anthropologie occidentale du XIXe siècle, Blyden écrit que les races humaines sont « distinctes mais égales ». Il critique systématiquement dans ses conférences l'existence de concepts dévalorisants tels que ceux de « Despised Race » ou de « Dark Continent » et invite ses semblables à corriger ces représentations falsifiées.

### Un héritage controversé
Si Blyden s'est combattu pour l'affirmation de la dignité des Noirs et des Africains, il soutient des idées racialistes et prône le séparatisme ethnique, fait l'éloge de la pureté raciale et brocarde le métissage. 
Il ne réprouve pas les lois ségrégationnistes aux États-Unis, par exemple les disciminations scolaires en Géorgie, car il affirme que la place des Noirs est en Afrique et la ségrégation les encourage à partir. Au Liberia, « le Noir reprend sa place », dans sa « terre natale ».
Blyden adhère à un discours colonial en affirmant la nécessité d'une émigration partielle des Afro-Américains pour civiliser l'Afrique. Dans certains articles, il évoque « la superstition » et le « barbarisme africain ».

### Ecrits
- 1862, The Call of Providence to the Descendants of Africa in America, New York: John A. Gray, 1862
- 1888, Christianity, Islam and the Negro Race, London, W. B. Whittingham & Co., 1887
- 1908, African Life and Customs, London: C. M. Phillips, 1908
- 1905, West Africa Before Europe: and Other Addresses, Delivered in England in 1901 and 1903, London: C. M. Phillips

### Études
- (en) Teshale Titebu, Edward Wilmot Blyden and the Racial Nationalist Imagination, Rochester, University of Rochester Press, 2012, 230 p.
- Valentin-Yves Mudimbe, The Invention of Africa : Gnosis, Philosophy and the Order of Knowledge, Bloomington, Indiana University Press, 1988, 241 p. (présentation en ligne)
- Oruno Denis Lara, La naissance du panafricanisme : les racines caraïbes, américaines et africaines au XIXe siècle, Paris, Harmattan, 2015, XVI-390 p. (ISBN 978-2-343-06916-6, lire en ligne)